# Matej Lahovnik
Matej Lahovnik (ur. 23 grudnia 1971 w Slovenj Gradcu) – słoweński ekonomista i polityk, minister gospodarki, założyciel partii Zares.

## Życiorys
Ukończył w 1994 studia na Wydziale Ekonomii Uniwersytetu Lublańskiego. W 1998 uzyskał tytuł zawodowy magistra, a dwa lata później obronił doktorat. Zajął się pracą naukową, w 2006 został profesorem swojej macierzystej uczelni.
Od kwietnia do grudnia 2004 sprawował urząd ministra gospodarki w rządzie Antona Ropa. W tym samym roku uzyskał mandat posła do Zgromadzenia Narodowego z listy Liberalnej Demokracji Słowenii. W 2007 współtworzył partię Zares, stanął na czele jej klubu poselskiego. W wyborach z września 2008 uzyskał reelekcję, w listopadzie tego samego roku odszedł z parlamentu w związku z ponownym objęciem stanowiska ministra gospodarki w gabinecie Boruta Pahora. Z członkostwa w partii Zares oraz z funkcji w rządzie zrezygnował w 2010.